# Krakenella
Genre
Krakenella est un genre de kinorhynches de la famille des Pycnophyidae.

## Liste des espèces
Selon Sánchez, Yamasaki, Pardos, Sørensen et Martínez en 2016 :
- Krakenella argentinensis (Martorelli & Higgins, 2004)
- Krakenella barentsi (Adrianov, 1999)
- Krakenella borealis (Higgins & Korczynski, 1989)
- Krakenella canadensis (Higgins & Korczynski, 1989)
- Krakenella farinellii (Sánchez, Pardos & Sørensen, 2014)
- Krakenella galtsovae (Adrianov, 1999)
- Krakenella greenlandica (Higgins & Kristensen, 1988)
- Krakenella maxima (Reimer, 1963)
- Krakenella mokievskii (Adrianov, 1995)
- Krakenella smaug (Sánchez, Rho, Min, Kim & Sørensen, 2013)
- Krakenella spitsbergensis (Adrianov, 1995)

## Publication originale
- Sánchez, Yamasaki, Pardos, Sørensen & Martínez, 2016 : Morphology disentangles the systematics of a ubiquitous but elusive meiofaunal group (Kinorhyncha: Pycnophyidae). Cladistics, vol. 32, no 5, p. 479-505.